# Jorge Lizcano Esperón
Jorge Francisco Lizcano Esperón es un político mexicano, candidato del Partido Alternativa Socialdemócrata a gobernador de Yucatán en las Elecciones de 2007.
Fue procurador general de Justicia de Yucatán de 1995 a 1996 durante el gobierno de Víctor Cervera Pacheco, le correspondió iniciar las investigaciones sobre uno de los asesinatos que mayor controversia han causado en Yucatán, el de Flora Ileana Abraham Mafud, del que fue acusado y condenado su esposo Armando Medina Millet, la controversia de este juicio aumentó cuando la familia de Medina Millet lo acusó de alteración de pruebas, lo que finalmente conllevó a su renuncia, aunque el reiteradamente ha negado cualquier implicación en el caso.
Ha sido postulado candidato a Gobernador de Yucatán por Alternativa Socialdemócrata a partir del 28 de febrero de 2007.